# Колючка південна
Колючка південна, або Багатоголкова колючка мала, Колючка мала південна (Pungitius platygaster) — вид риб роду багатоголкових колючок (Pungitius), родини колючкових (Gasterosteidae). Прісноводна / солонуватоводна демерсальна риба, що сягає 6,0 см довжиною.

## Ареал
Поширена як в Європі, так і в Азії. В Європі зустрічається в басейні Дунаю до Белграду, річках басейну Чорного моря, а також існує ізольована популяція в басейні річок Вардар і Аліакмон в Греції. Також живе в басейні Каспійського, Аральського морів, озера Іссик-Куль (Киргизстан), Сарису (центральний Казахстан), в верхів'ях річки Тобол (басейн Обі).